# Mario Genta
Mario Genta (1. marts 1912 - 9. januar 1993) var en italiensk fodboldspiller (midtbane).
Genta blev verdensmester med Italiens landshold ved EM 1938 i Frankrig, omend han ikke var på banen i nogen af italienernes fire kampe i turneringen. Han nåede at spille to landskampe, to venskabskampe mod Tyskland i 1939. På klubplan spillede han blandt andet for Juventus og Genoa.